# Fan Ning
Fan Ning (chinois simplifié : 范宁 ; chinois traditionnel : 范寧) (né en 339 et décédé en 401) est le grand-père de Fan Ye. 
Il excellait dans les études du confucianisme et s'opposait à He Yan.